# Le Prix du succès
Pour plus de détails, voir Fiche technique et Distribution.
Le Prix du succès est un film français écrit et réalisé par Teddy Lussi-Modeste, sorti en 2017.

## Synopsis
Brahim, issu d'un quartier difficile, est un humoriste de stand-up en pleine ascension. Sa réussite, il la doit à lui-même et à l'amour qu'il porte à Linda. Il se heurte à sa propre famille quand il décide de se séparer de son frère manager dont le comportement est devenu incontrôlable. Si l'échec peut coûter cher, Brahim va payer un tribut encore plus lourd au succès.

## Fiche technique
- Titre français : Le Prix du succès
- Titres de travail : Ça c'est la famille puis Un vrai bâtard[1]
- Réalisation : Teddy Lussi-Modeste
- Scénario : Teddy Lussi-Modeste et Rebecca Zlotowski
- Montage : Julien Lacheray
- Direction de la photographie : Julien Poupard
- Musique : Robin Coudert
- Production : Jean-Christophe Reymond et Amaury Ovise
- Format : couleur - Ratio : 2,35:1 - Son :  Stéréo DTS
- Distributeur : Ad Vitam
- Pays d'origine :  France
- Genre : drame
- Durée : 92 minutes
- Dates de sortie :
  - France : 30 août 2017 (Festival d'Angoulême) ; 30 août 2017 (sortie nationale)
  - Canada : 7 septembre 2017 (Festival de Toronto)

## Distribution
- Tahar Rahim : Brahim
- Roschdy Zem : Mourad
- Maïwenn : Linda
- Grégoire Colin : Hervé
- Ali Marhyar : Lenny
- Camille Lellouche : Camille
- Saida Bekkouche : Wassila
- Meriem Serbah : Inès
- Salma Lahmer : Meriem
- Kader Kada : Kader
- Malika Birèche : Malika
- Hocine Choutri : Hocine
- Steve Tientcheu : Doumams
- Akim Chir : Walid
- Abdelkader Hogguy : Mehdi
- Abdoulaye Fofana : l'imam
- Walid Afkir : le Fâcheux
- Inès Rau

## Réalisation

### Genèse et développement
Dans un entretien avec Fabien Lemercier pour Cineuropa, Teddy Lussi-Modeste dit avoir voulu faire un film autour du racket au sein d'une famille qui voit l'un de ses enfants, artiste, réussir : « La famille est un endroit où il y a beaucoup d'amour, mais aussi beaucoup de danger. C'est cette ambivalence que j'avais envie d'approcher en racontant "l'histoire d'un jeune homme qui réussit et qui se fait racketter par sa famille", et quand je dis "racket", c'est à la fois la situation physique et le chantage affectif. [...] C'est un sujet que le cinéma a assez peu abordé, il me semble, et le film permettait de visiter quelque chose de très contemporain avec une fable presque universelle qu'on peut faire remonter à Abel et Caïn par exemple. »
Ce thème de la dette familiale, à la suite du succès d'un enfant, est directement inspiré de la vie de Teddy Lussi-Modeste, issu d'une famille de Gitans, et dont les études supérieures, ainsi que le succès de son premier long-métrage, Jimmy Rivière (2011), ont suscité des attentes : « Mes proches se sont imaginé que j’allais devenir riche, et ils ont attendu de moi que je les en fasse profiter. Comme si j’avais une dette envers eux. Pour moi, ça a été très violent, ce sentiment de redevabilité : moins d’ailleurs comme une dette que j’aurais dû leur payer que comme le sentiment que, d’une certaine façon, je les trahissais. Je sentais que je n’appartenais plus totalement au milieu social dont j’étais issu. Et cela est violent aussi pour ma famille, lorsque je parle de cela : ils ont le sentiment que je les accable. Cette violence, c’est ce que j’ai voulu faire passer, en liant le thème du succès à la dramaturgie familiale. »

### Choix des interprètes
Teddy Lussi-Modeste et Rebecca Zlotowski, sa co-scénariste, pensent à Tahar Rahim dès l'écriture du scénario. S'ils rencontrent plusieurs acteurs, les essais du comédien les convainquent définitivement : « Tout de suite j’ai senti qu’il portait le sujet du film en lui. Sans doute le rapport à sa famille a-t-il été aussi, dans son propre cas de réussite en tant qu’acteur, et d’acteur césarisé qui plus est, une équation qui a compté. Et j’ai eu l’impression que lui donner l’occasion de faire ce film, c’était en quelque sorte lui permettre de se libérer d’une pression qu’il ressentait. » Le choix de Roschdy Zem pour interpréter Mourad, frère aîné de Brahim, n'est venu qu'après.

## Accueil critique

### Sortie
Le film a fait sa première internationale lors du 42e Festival de Toronto le 7 septembre 2017, en « Special Presentation ». 

### Critique
Pour Fabien Lemercier, le réalisateur réussit son pari de réaliser un « film plus populaire, porté par d'excellents interprètes à la notoriété déjà bien établie (Tahar Rahim, Roschdy Zem et Maïwenn), sans pour autant renoncer à l'intelligence du propos. Dosant habilement la comédie et le drame, le film recycle avec une modernité séduisante la thématique universelle des turbulences de l'émancipation de la cellule familiale, tout particulièrement à travers la rupture fratricide, en l'inscrivant dans le contexte très contemporain de l'impact de la richesse tombée du ciel sur une famille prolétaire, par la grâce du talent artistique de l'un de ses membres ».